# Джонсборо (Індіана)
Джонсборо (англ. Jonesboro) — місто (англ. city) в США, в окрузі Грант штату Індіана. Населення — 1516 осіб (2020).

## Географія
Джонсборо розташоване за координатами 40°28′47″ пн. ш. 85°37′49″ зх. д. / 40.47972° пн. ш. 85.63028° зх. д. (40.479750, -85.630365).  За даними Бюро перепису населення США в 2010 році місто мало площу 2,31 км², уся площа — суходіл.

## Демографія
Згідно з переписом 2010 року, у місті мешкало 1756 осіб у 684 домогосподарствах у складі 486 родин. Густота населення становила 761 особа/км².  Було 770 помешкань (334/км²).
Расовий склад населення:
| - 97,7 % — білих - 0,5 % — корінних американців - 0,1 % — чорних або афроамериканців |

До двох чи більше рас належало 1,2 %. Частка іспаномовних становила 2,4 % від усіх жителів.
За віковим діапазоном населення розподілялося таким чином: 25,8 % — особи молодші 18 років, 59,3 % — особи у віці 18—64 років, 14,9 % — особи у віці 65 років та старші. Медіана віку мешканця становила 39,0 року. На 100 осіб жіночої статі у місті припадало 94,2 чоловіків;  на 100 жінок у віці від 18 років та старших — 92,2 чоловіків також старших 18 років.
Середній дохід на одне домашнє господарство  становив 44 997 доларів США (медіана — 32 857), а середній дохід на одну сім'ю — 50 357 доларів (медіана — 45 893). Медіана доходів становила 36 985 доларів для чоловіків та 26 442 долари для жінок. За межею бідності перебувало 22,2 % осіб, у тому числі 35,8 % дітей у віці до 18 років та 6,7 % осіб у віці 65 років та старших.
Цивільне працевлаштоване населення становило 703 особи. Основні галузі зайнятості: освіта, охорона здоров'я та соціальна допомога — 26,5 %, виробництво — 20,8 %, роздрібна торгівля — 19,1 %.